# إن غودز هاندز
In God's Hands أو بالعربية «في أمانة الرب» هي أغنية حزينة للكندية نيللي فرتادو من ألبومها الثالث لووس، كتبتها ولحنتها مع الشاعر والملحن Rick Nowels بسبب ما حصل لها مع حبيبها السابق Jasper Gahunia قالت فرتادو بخصوص الأغنية أنها سلكت الطريق الصحيح في موجة البوب الحزين. طرح من الأغنية المنفردة أكثر من نسخة أولها نسخة الألبوم ومدتها 4:12 أما النسخة الخاصة بالراديو فهي قصيرة نوعاً ما (3:58) الأغنية طرحت في ألبوم لووس (النسخة الصيفية المحدودة) بنسخة إسبانية بعنوان En las Manos de Dios حيث أن الأغنية الأصلية باللغة الإنجليزية. طرحت فرتادو الأغنية المصورة الخاصة بأغنية «إن غود'ز هاندز» قبل طرح الألبوم الخاص بالأغنية المنفردة بحوالي شهرين حيث طرح الكليب في شهر يونيو 2007 أي بعد غياب حوالي 6 شهور بعد أغنية سي إت رايت وأول غود ثينغز (كوم تو أن إند) حيث تم طرحهما في نهاية العالم 2006

## لمحة حول الأغنية

### الفيديو كليب
قامت نيللي فرتادو في التاسع من مايو 2006 بتصوير الأغنية تحت إدارة المخرج الأمريكي جيسس ديلان نجل مغني الروك الأمريكي بوب ديلان. التصوير تم في مدينة لوس أنجلوس إحدى مدن ولاية كاليفورنيا واستغرق التصوير ساعات قليلة بين الخامسة والسابعة صباحاً وفي طقس شديد البرودة. أصدرت الأغنية المصورة في الخامس عشر من شهر يونيو 2007 في بريطانيا كما خصت نيللي قبل أيام من العرض الرسمي في بريطانيا إحدى القنوات النيوزلندية بالعرض الحصري. تظهر نيللي في الأغنية بعدد من الطلات باللون الأبيض والأسود.

### التسويق
التسويق للأغنية كان بطيء جداً حيث أنها في الشهر الأول من طرحها لم تقيم في أي دولة سوى كرواتيا، لاتفيا، بولندا، لتوانيا، إستونيا ولبنان ومن الملاحظ أنها دول عادية ليست تجارية كـأمريكا أو بريطانيا التي تعتبر أكبر الأسواق المروجة للموسيقى على أية حال الأغنية دخلت السباق البريطاني وبهذا تكون أقل الأغاني نجاحاً لفرتادو من ألبومها لووس والغريب أن هذا المركز أتى بعد النجاح الباهر لفرتادو في بريطانيا بأغنيتها سي إت رايت التي وصلت إلى المراكز العشرة الأولى ومانإيتر التي كانت أكثر الأغاني نجاحاً حيث أنها وصلت المركز الأول ترتيب In God's Hands إن غود'ز هاندز في بداية دخولها للسباق كان 116.

### طاقم الأغنية
- طبول مباشرة: جوني وارونكر
- الباس: دين جارفيس
- جيتار إلكتروني وجراند بيانو: ريك نويلز
- كيبورد: جمي موهبريك، قريق كورتسن، ريك نويلز
- أصوات خلفية: نيللي فرتادو
- تسجيل: كيرون مينزس، جون إنقلودبسي، كريس قارسيا
- تم التسجيل في: استديوهات تسجيل في كل من كاليفورنيا وهوليود
- المكس في:لوس أنجلوس

## الصيغ وقائمة الأغاني

### العالم
| #  | الأغنية        | نوع الأغنية   |
| -- | -------------- | ------------- |
| 1. | In God's Hands | Radio mix     |
| 2. | In God's Hands | Album version |